# Thomas Holliday Hicks

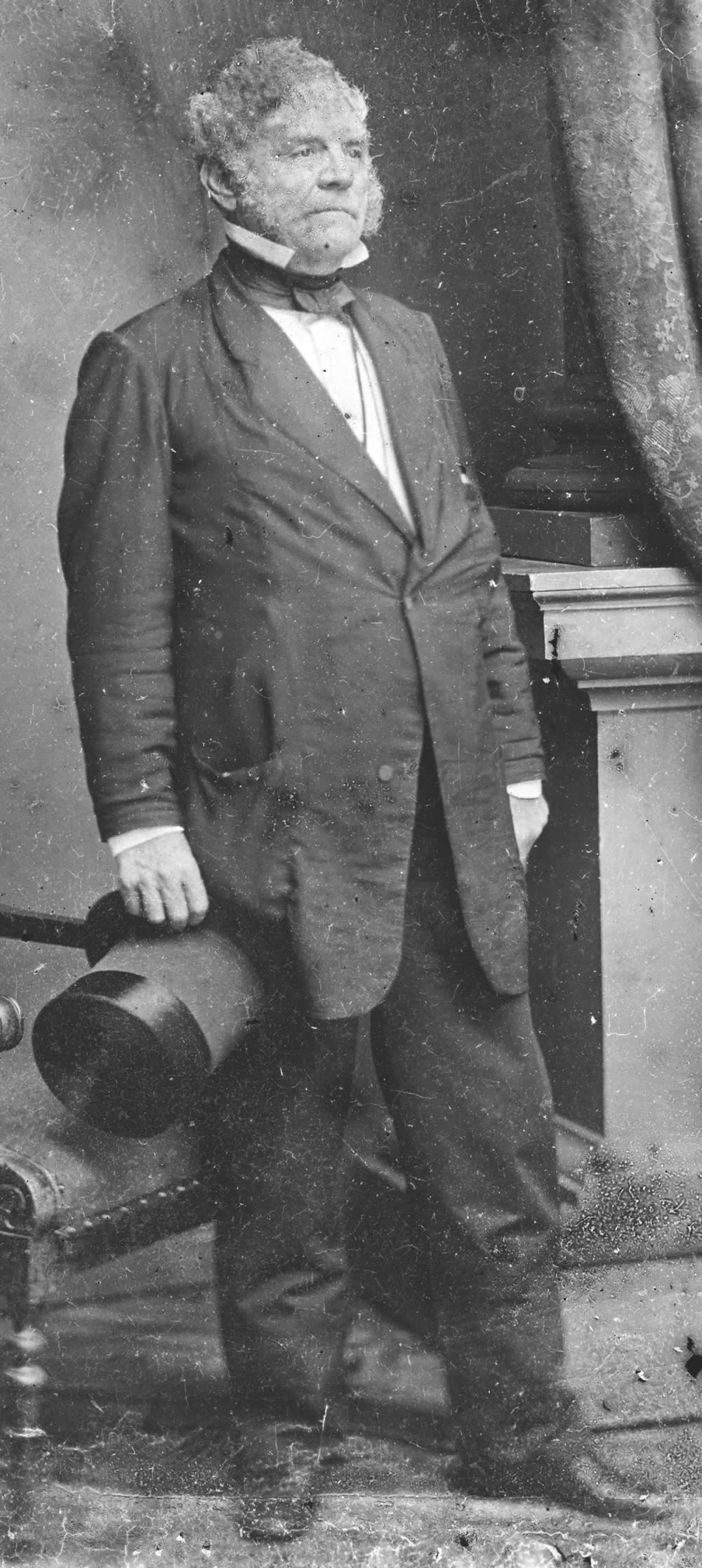
Thomas Holliday Hicks

Thomas Holliday Hicks (* 2. September 1798 im Dorchester County, Maryland; † 14. Februar 1865 in Washington D.C.) war ein US-amerikanischer Politiker und von 1858 bis 1862 Gouverneur des Bundesstaates Maryland. Zwischen 1862 und 1865 vertrat er seinen Staat im US-Senat.

## Frühe Jahre
Thomas Hicks besuchte die örtlichen Schulen seiner Heimat. Nachdem er sich zunächst im Handel und im Bootsgeschäft versucht hatte, wandte er sich der Politik zu. Im Jahr 1824 wurde er Sheriff im Dorchester County. Zwischen 1829 und 1830 und nochmals im Jahr 1836 war er Mitglied im Repräsentantenhaus von Maryland. Ursprünglich war er Mitglied der Demokratischen Partei. In den 1830er Jahren trat er aber zur Whig Party über.
Zwischen 1837 und 1838 gehörte Hicks dem Beraterstabs des Gouverneurs von Maryland an. Von 1838 bis 1851 sowie zwischen 1855 und 1858 war er Testamentsvollstrecker (Register of wills) im Dorchester County. In den Jahren 1850 bis 1851 war er Delegierter auf einer Versammlung zur Überarbeitung der Staatsverfassung von Maryland. In den 1850er Jahren wechselte er erneut seine Parteizugehörigkeit, indem er zur sogenannten Know-Nothing Party übertrat. Als Kandidat dieser Partei wurde er am 4. November 1857 zum neuen Gouverneur seines Staates gewählt. Nach eigener Bekundung soll er den Wahlsieg vor allem der Propaganda-Tätigkeit von Anna E. Carroll zu verdanken gehabt haben. Die Wahlen waren ferner von Unregelmäßigkeiten, Gewalt und Einschüchterungsversuchen überschattet und gerieten bald unter Betrugsverdacht. Sie wurden aber trotzdem für gültig erklärt.

## Gouverneur von Maryland
Thomas Hicks trat sein neues Amt am 13. Januar 1858 an. Im Vorfeld des Sezessionskriegs kam es in Maryland als Grenzstaat zwischen dem Norden und dem Süden zu harten Auseinandersetzungen zwischen den beiden Parteien. Gouverneur Hicks unterstützte die Sklavenhalter und war gegen die Abolitionisten. Er war aber auch gegen eine Auflösung der Union. Dadurch verblieb der Staat Maryland bei den Nordstaaten, auch wenn Hicks lieber einen neutralen Weg gegangen wäre. Ein Anschluss an den Süden hätte die Einschließung der Bundeshauptstadt Washington D.C. bedeutet. In Maryland kam es in der Folge zu Unruhen. Viele Anhänger des Südens versuchten die durchmarschierenden Truppen der Union aufzuhalten oder zu behindern. Als Folge wurde Maryland von der Unionsarmee militärisch besetzt. Gouverneur Hicks blieb aber bis zum Ende seiner Amtszeit am 8. Januar 1862 im Amt.
Sein Nachfolger Augustus Bradford war, anders als Hicks, ein entschiedener Unionsanhänger.

## Hicks im US-Senat
Nach dem Tod des US-Senators James Pearce wurde Hicks zu dessen Nachfolger im Kongress ernannt. Er trat sein neues Amt in der Class-3-Kategorie der Senatoren am 29. Dezember 1862 an. Trotz seines inzwischen schlechten Gesundheitszustandes wurde er nach Beendigung der Legislaturperiode wiedergewählt. Im Jahr 1864 unterstützte Hicks, der inzwischen Mitglied der Republikaner geworden war, bei den Präsidentschaftswahlen Abraham Lincoln. Thomas Hicks behielt sein Senatorenamt bis zu seinem Tod am 14. Februar 1865. Für ihn rückte John Angel James Creswell in den Senat nach. Präsident Lincoln nahm an der Trauerfeier im Senat teil. Thomas Hicks war dreimal verheiratet und hatte insgesamt fünf Kinder.